# Ornebius curtipalpis
Ornebius curtipalpis är en insektsart som beskrevs av Lucien Chopard 1951. Ornebius curtipalpis ingår i släktet Ornebius och familjen Mogoplistidae. Inga underarter finns listade i Catalogue of Life.